# Jaime Zudáñez
Jaime Zudáñez é uma província da Bolívia localizada no departamento de Chuquisaca, sua capital é a cidade de Villa Zudáñez.
19° 01′ 00″ S, 64° 42′ 00″ O